# Мінамото-но Йосікуні
Мінамото-но Йосікуні (яп. 源義国; 1082-1155) - японський самурай, був сином знаменитого самурая Мінамото но Йосіїе і предком кланів Асікага і Нітта. Першим попросив дух святилища Івашімідзу почати жити в цьому бамбуковому гаю, і він побудував святилище на честь бога Хачімана. У дитинстві його звали Кугенмару (普賢丸). 
У 1154 прийняв чернецтво, а через два роки помер.

## Сім'я
- Батько: Мінамото но Йосіїе
- Мати: дочка Фудзіварі-но Аріцуні
- Діти:
  - Мінамото но Йосісіге
  - Мінамото но Йосіясу